# Каплун Олександр Петрович
Олександр Петрович Каплун (10 травня 1977, с. Богданівка, Знам'янський район, Кіровоградська область, Українська РСР — 30 серпня 2016, Сартана, Маріупольська міська рада, Донецька область, Україна) — старший солдат Збройних сил України, учасник війни на сході України, старший навідник (56-та окрема мотопіхотна бригада).
Загинув під час артилерійського обстрілу смт Сартана під Маріуполем.
Похований у с. Богданівка, Знам'янський район, Кіровоградська область.
По смерті залишилися дружина, донька і син.

## Нагороди
Указом Президента України № 23/2017 від 3 лютого 2017 року «за особисту мужність, виявлену у захисті державного суверенітету та територіальної цілісності України, самовіддане виконання військового обов'язку» нагороджений орденом «За мужність» III ступеня (посмертно).